# هانس اف. کوئینکمپ
هانس اف. کوئینکمپ (انگلیسی: Hans F. Koenekamp؛ ۳ دسامبر ۱۸۹۱ – ۱۲ سپتامبر ۱۹۹۲) یک هنرمند جلوه‌های ویژه فیلم‌بردار اهل ایالات متحده آمریکا بود. وی در سال ۱۹۴۳ نامزد دریافت جایزه اسکار بهترین جلوه‌های ویژه برای فیلم نیروی هوایی شده بود. در طول زندگی هنری خویش در تهیه ۹۰ فیلم همکاری داشت.
از فیلم‌هایی که وی در آن نقش داشته است، می‌توان به همسایه‌تو بپا، نمایش، درنگ کن، ببین و گوش کن، کید اسپید، دختری در لیموزین، بدون ناقوس عروسی، بلاگردان، مأمور اف‌بی‌آی، کارگاه چوب‌بری، پیشخدمت و یک جفت پادشاه اشاره کرد.